# 亭下水库
亭下水库位于中华人民共和国浙江省宁波市奉化区溪口镇，是以防洪、灌溉为主，兼有发电、供水、养殖等功能的大（二）型水库。
亭下水库是溪口国家级重点风景名胜区的组成部分，也是2001年水利部公布的全国首批18个“国家水利风景区”之一。